# Hirokazu Goshi
Hirokazu Goshi (Shizuoka, 19 december 1966) is een voormalig Japans voetballer.

## Carrière
Hirokazu Goshi speelde tussen 1985 en 1995 voor Kashiwa Reysol.